# Most Francisa Scotta Keya
Most Francisa Scotta Keya (ang. Francis Scott Key Bridge) – kratownicowy most drogowy na rzece Patapsco w Baltimore zbudowany w latach 1972–1977. W wyniku uderzenia kontenerowca Dali w jedną z podpór zawalił się 26 marca 2024 roku. Obsługiwał około 11,5 miliona pojazdów rocznie. Przejeżdżały nim m.in. pojazdy z materiałami niebezpiecznymi, które nie mogły być transportowane tunelami Baltimore Harbor i Fort McHenry. 
Most był elementem obwodnicy Baltimore (Interstate 695). Południowy (wschodni) przyczółek mostu był położony na terenie miasta Baltimore, północny (zachodni) na terenie hrabstwa Baltimore, zaś mały fragment mostu przebiegał nad wodami należącymi do hrabstwa Anne Arundel.
Patronem mostu był Francis Scott Key, autor tekstu pieśni „The Star-Spangled Banner”, która później została oficjalnym hymnem państwowym Stanów Zjednoczonych.

## Historia

### Geneza i budowa
Na początku lat 60. XX wieku otwarty w 1957 roku tunel Baltimore Harbor osiągnął maksymalną przepustowość, a korzystający z niego kierowcy niemal codziennie w godzinach szczytu doświadczali dużych korków i opóźnień. Władze stanu Maryland doszły do wniosku, że istnieje potrzeba zbudowania drugiej przeprawy przez obszar portowy w Baltimore i rozpoczęły prace nad planami budowy pojedynczego tunelu pod rzeką Patapsco, ale proponowane ceny były znacznie wyższe niż wynikało to z oszacowań inżynieryjnych. W związku z tym, według transportowej agencji stanowej Maryland Transportation Authority, urzędnicy sporządzili wówczas alternatywny projekt czteropasmowego mostu, który miałby się stać końcowym połączeniem obwodnicy Baltimore I-695. Projekt mostu został zatwierdzony przez Zgromadzenie Generalne w kwietniu 1971 roku.

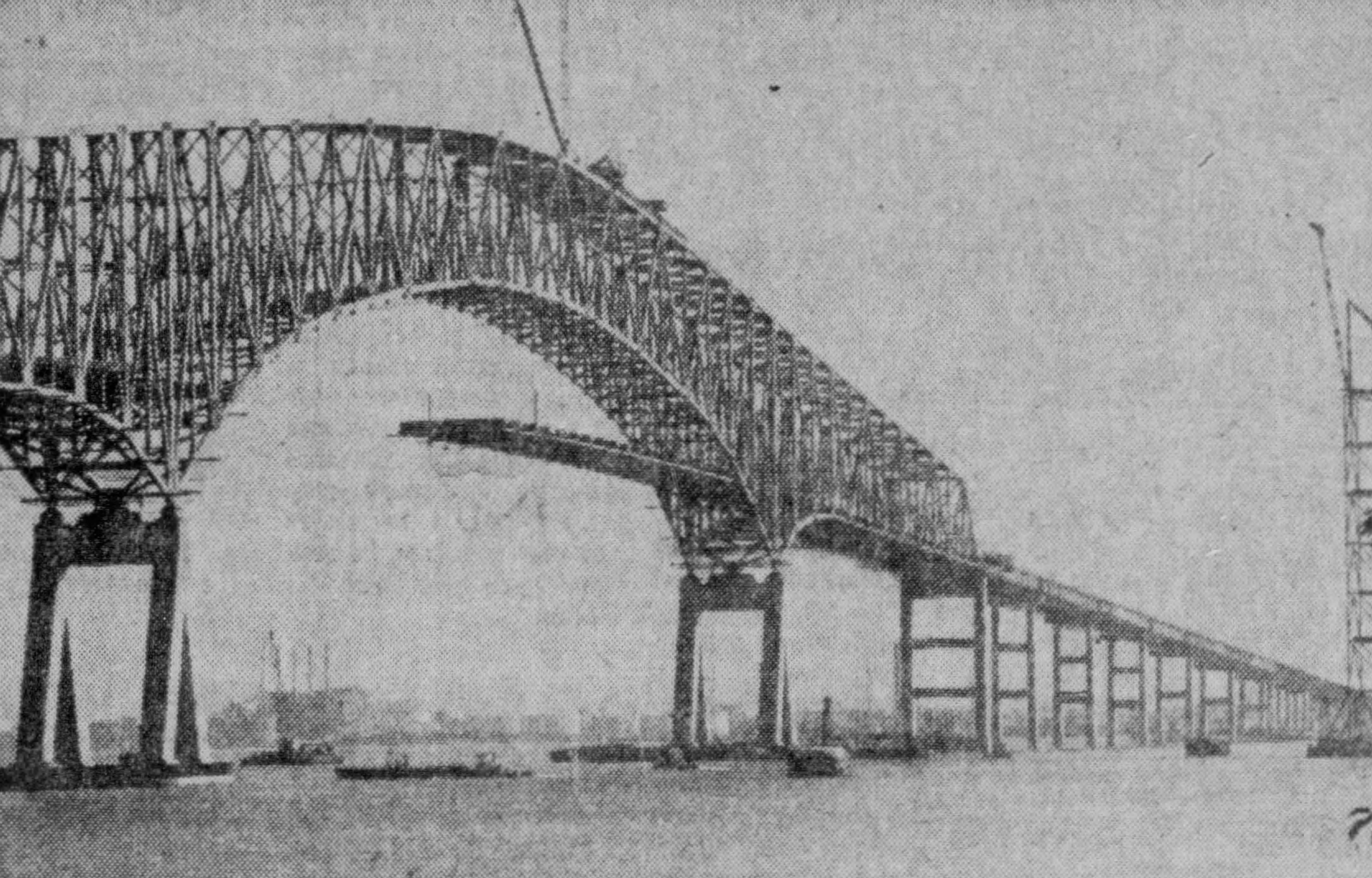
Most podczas budowy w 1976 roku

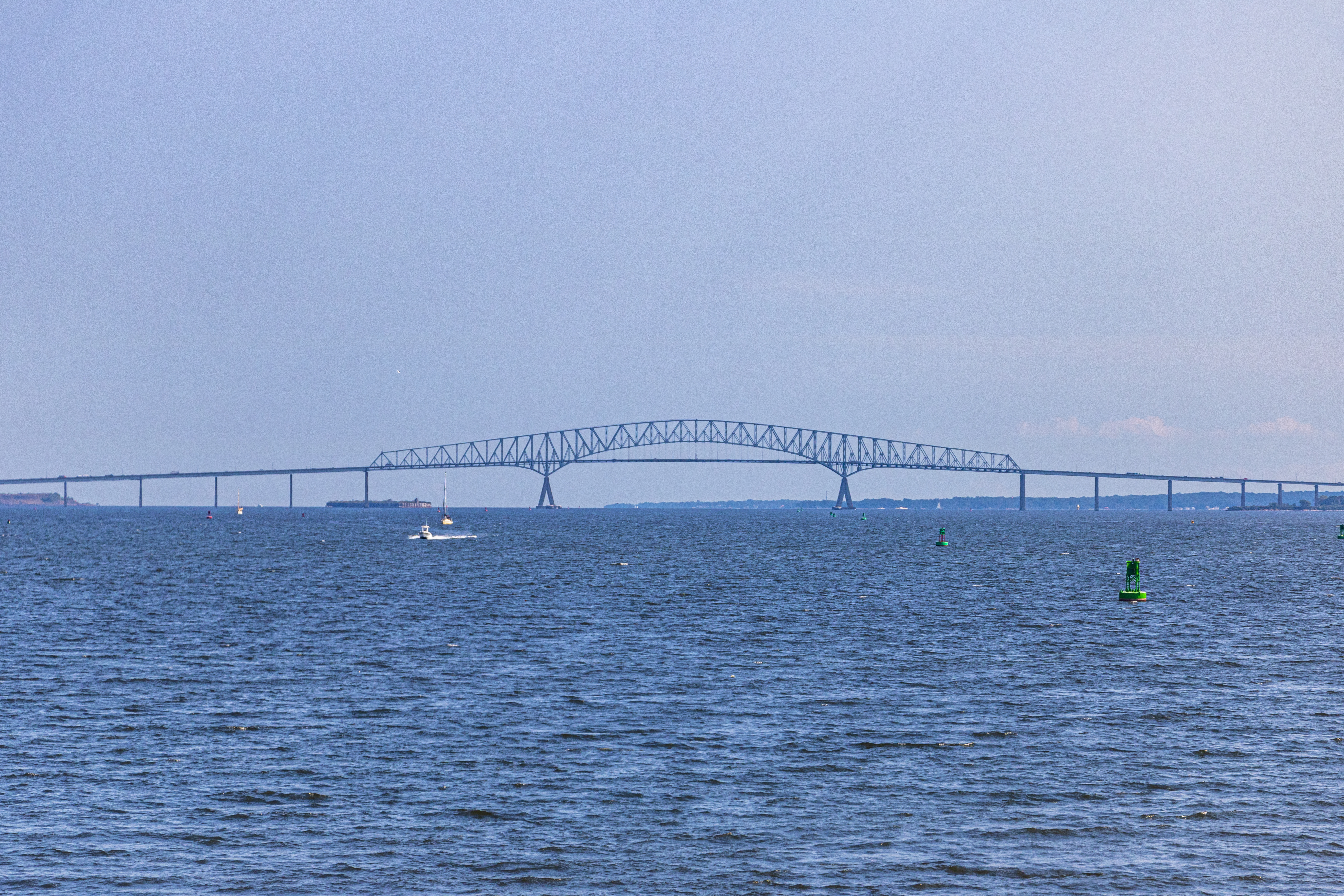
Widok na most z perspektywy rzeki w 2019 roku

Budowa mostu, nazywanego wówczas Outer Harbor Bridge, rozpoczęła się w 1972 roku, po wydaniu w czerwcu tego roku pozwolenia przez Straż Wybrzeża Stanów Zjednoczonych. Projektantami przeprawy byli Greiner Engineering Sciences, Inc. z Baltimore, Singstad Kehart, November & Hurka z Baltimore i Baltimore Transportation Associates, Linthicum Heights z Baltimore; konsultantem inżynieryjnym Greiner Engineering Sciences, Inc.; generalnym wykonawcą Pittsburgh-Des Moines Steel Company z Pittsburgha, zaś konstruktorem John F. Beasley Construction Company z Dallas. W czerwcu 1976 roku będącemu jeszcze w budowie mostowi nadano nazwę Francis Scott Key Bridge na cześć Francisa Scotta Keya, autora tekstu pieśni „The Star-Spangled Banner”, która później została oficjalnym hymnem państwowym Stanów Zjednoczonych. 23 marca 1977 roku most został oficjalnie otwarty. Koszty budowy przeprawy typu ciągłego kratownicowego wyniosły 141 milionów dolarów (735 milionów dolarów według kursu tej waluty w 2024 roku).
W 1978 roku most został nagrodzony przez Amerykański Instytut Konstrukcji Stalowych (American Institute of Steel Construction, AISC) nagrodą zasługi w kategorii „Długie przęsło”. W 1980 roku w jedną z podpór mostu uderzył statek towarowy, jednak budowla nie doznała uszkodzeń – zniszczeniu uległa jedynie betonowa konstrukcja ochronna znajdująca się wokół podpory. Po oddaniu do użytku przeprawę kilkukrotnie poddawano renowacji, m.in. w 1986 roku w ramach projektu o wartości 14 milionów dolarów. Most zbudowano z czterema pasami ruchu, jednak dojazdy do niego ograniczono do dwóch pasów w celu zminimalizowania kosztów. Południowy dojazd został poszerzony w 1983 roku, zaś poszerzenie północnego zakończono w 1999 roku, po wielu latach opóźnień.

### Katastrofa
26 marca 2024 roku statek Dali, kontenerowiec o długości 229 m pływający pod banderą Singapuru, wypłynął z portu Baltimore o godz. 0:44 EDT do Kolombo na Sri Lance. Na pokładzie statku było dwóch pilotów portowych. O godzinie 1:27 EDT uderzył w zachodnią główną podporę mostu, powodując zawalenie się całej kratownicowej części i jednego ze wschodnich przęseł dojazdowych do rzeki. Całe zdarzenie zostało zarejestrowane przez kamerę przemysłową. Rzecznik straży pożarnej w Baltimore powiedział, że na moście w momencie jego zawalenia znajdowało się kilka pojazdów, w tym jeden wielkości ciągnika siodłowego z przyczepą. Po uderzeniu statek zapalił się, a części mostu spadły na przednią część kadłuba.
W momencie katastrofy ekipa budowlana naprawiała dziury w moście. Osiem osób wpadło z wysokości 56 metrów do rzeki, w której temperatura wody wynosiła 8 stopni Celsjusza. Dwóch pracowników zostało uratowanych, jeden nie odniósł żadnych obrażeń, a drugi został ranny. Sześć osób uznano za zmarłych po tym, jak spadły do wody.